# Plan Sexenal
Plan Sexenal fue el nombre dado a la plataforma electoral y al plan de gobierno que fue establecido en 1934 cuando el general Lázaro Cárdenas alcanzó la presidencia de México. Este plan estaba enfocado en cumplir diversidad de demandas económicas y sociales insatisfechas, principalmente en lo referente al crecimiento agrario, desarrollo urbano y de la industria, y apoyo a los sindicatos de trabajadores. Como bien su nombre lo indica, esta era la ruta de acción gubernamental que habría de seguirse durante el periodo presidencial sexenal (que, de hecho, era el primero en ejercerse esa cantidad establecida de años), así como en el periodo presidencial siguiente, no importando quién fuese elegido de acuerdo al sufragio para asegurar una continuidad de los proyectos en vía. La ideología contenida en este plan era de corte revolucionario, y significó también un distanciamiento de las políticas conservadoras de su antecesor, Plutarco Elías Calles.

## Historia
Antes de la puesta en marcha del Plan Sexenal, el presidente Pascual Ortiz Rubio tomó una propuesta del arquitecto y urbanista Carlos Contreras Elizondo y la convirtió en la Ley General de Planeación de la República Mexicana, promulgada el 12 de junio de 1930. Algunos historiadores, como Lorenzo Meyer, han dicho que dicha Ley fue el antecedente del Plan Sexenal.
El Comité Ejecutivo Nacional del Partido Nacional Revolucionario presenta, a finales de 1933, el Plan Sexenal de Gobierno que constituye la plataforma política y gubernativa representativa del partido y que sería encabezada por su candidato en turno, y posterior presidente de la nación, Lázaro Cárdenas, cuyos lineamientos le ganaron a este último la simpatía y apoyo de los obreros y campesinos, que condujo a una batalla electoral casi que decidida incluso antes de conocerse resultados oficiales.  Entre otras cosas, el Plan Sexenal consideraba que el motor de la producción agraria debía ser el ejido y Cárdenas reiteró la necesidad de apoyarlo con crédito e infraestructura.
Este plan fue resultado de un laborioso proceso de síntesis de las distintas corrientes revolucionarias contenidas dentro del PNR, pero en la misma medida, fue un reflejo mismo de las necesidades y deseos de progreso de la población, sobre todo del proletariado mexicano, por lo que, a grandes rasgos, el enfoque principal de las medidas tiene por objetivo la mejora de la calidad de vida popular. La puesta en marcha del Plan Sexenal causó uno de los primeros enfrentamientos del Cardenismo con el Maximato, nombre dado a la serie de presidentes de México que habían sido controlados por Calles. Estos enfrentamientos se convertirían en distanciamiento absoluto y culminarían con la expulsión de Calles de México en 1936.
Uno de los fundamentos del Plan Sexenal radica en miras de un Estado regulador, es decir, este debe ser un agente activo de gestión y ordenamiento de los fenómenos económicos que ocurran en el país, y no como un simple custodio de la integrad social, paz y orden público, o responsable de obras que serían muy caras para individuales. Es decir, se afirma que el intervencionismo es una medida lógica y coherente para el contexto mexicano y los objetivos planteados, en donde el Estado actuará en medida que lo reclamen las necesidades inexcusables de la sociedad. Por tanto, esto va en orden del seguimiento de la doctrina adoptada en la reforma de la Constitución en 1917, donde, además de tareas únicamente administrativas y políticas, se le otorga el estatus regulador, pero cuidando la no absorción o nulificación del individuo por el Estado.
De acuerdo a distintas perspectivas, puede considerarse al ejercicio de poder de Cárdenas en función del Plan Sexenal como populista, pues, como se explicita en los postulados de dicho plan, se busca con fervor la protección a los sectores vulnerables. Además, algo que caracterizará este periodo es el proteccionismo comercial y la intervención para el orden y coordinación entre fabricantes, comerciantes y consumidores.

## Postulados
El Plan Sexenal presenta 15 postulados, los cuales son resultado de la conjunción de las ideas revolucionarias determinadas por los anhelos del pueblo mexicano.

### Agricultura y fomento. Problema Agrario.
Se establece que el principal problema que adolece a la sociedad mexicana en los años treinta es lo relativo al reparto y mejor explotación de la tierra, por tanto, el epítome de las intenciones estatales no es más que la liberación económica de los grandes grupos campesinos para formar a agricultores facultados para un eficiente uso de las tierras y que sean los legítimos dueños de las mismas.
Es por este motivo, que el gobierno de México se comprometió al reparto agrario para terminar con los latifundios porfiristas y dotar a la población popular agraria de herramientas de fomento al desarrollo. Sin embargo, no sólo lo referente a la tierra misma es fundamental, pues evidentemente igual de importante es la dotación de agua en cantidades pertinentes para la agricultura.
Ahora bien, para el cumplimiento de estos objetivos se activan cuatro medios principales por los que se sustentaban las actividades de reparto.
1. Aumento de inversión en medios materiales y trabajo humano dedicado a la repartición y dotación de tierras y aguas.
2. Simplificación de los trámites necesarios para legitimar la posesión de tierras en manos de individuales a fin de acelerar el proceso de reparto agrario, con resoluciones que se harán efectivas en una única instancia.
3. Dichas resoluciones serían de carácter definitivo.
4. Cualquier dotación y restitución que se haya dictado de manera provisional, con la expedición de la nueva ley, se suprimirían las dificultades de oficialización de la misma.[3]

Así mismo, el gobierno se comprometió a destinar cuando menos cuatro millones de pesos anuales para el mantenimiento de funciones destinadas a la administración de expedientes agrarios y organización ejidal, lo que representa un aumento de alrededor de 1 millón ochocientos mil pesos respecto a la erogación anterior, o lo que es equivalente a un incremento del 81% sobre los recursos anuales promedio que se invertían hasta antes.
Se afirma también, que todos los gobiernos de las entidades federativas tienen la obligación de mantener atención a la consolidación del programa agrario, y sumado a esto se presenta una reforma a la Ley de Dotaciones de Tierras y Aguas vigente para establecer las disposiciones por las cuales se llevará a cabo el reparto:
- Mediante solicitudes de repartición ejidal contenida en censos agrarios de los centros de la población rural, la cual se realizará cuando haya fincas que sean susceptibles al fraccionamiento de acuerdo a las leyes agrarias.
- Mediante el fraccionamiento de latifundios o redistribución del espacio rural cuando no sea posible la dotación de tierras bajo términos del inciso anterior.[4]

Para evitar un estancamiento del progreso agrario se hizo de conocimiento a los beneficiarios que es posible una solicitud de ampliación de sus tierras siempre y cuando esto se vea fundamentado en la mayor necesidad de productos agrarios debido al crecimiento poblacional, y también, siempre que existan aún fincas que cumplan con condiciones de fraccionamiento. Teniendo en cuenta que el ejido representa una forma limitada de satisfacer la dotación de tierras y aguas, se establecieron otros medios por los cuales pueda lograrse una mejor distribución agraria, entre ellos, se encuentra:
1. Fraccionamiento de latifundios, ya sea con la aprobación de los dueños de estos, o con una previa expropiación forzada de la tierra para luego ponerse a disposición de repartición. Para facilitar y agilizar los procesos descritos se establecen ciertas normas a cumplir para la discriminación de beneficiarios:

- En todo tipo de fraccionamiento se le da preferencia a los previos peones acasillados de los latifundios para adquirir su porción de tierra,
- La extensión máxima de tierras a las que se puede ser beneficiario no está exenta de afectaciones ejidales futuras que se establezca conforme a las leyes agrarias, aunque por sí misma no se le pueda considerar latifundio, ya que las dimensiones de la extensión máxima son mayores a la pequeña propiedad básica que es la única inafectable o susceptible de mayores divisiones.
- Para el beneficio de los adquirientes de tierras, se establece que se darán las máximas facilidades burocráticas para la tenencia de las mismas, como lo puede ser el registro público de la propiedad e incluso reducciones de gravámenes hipotecarios.
- Sancionamiento de todo tipo de intentos por aplazar o fingir el reparto agrario.
- Nulidad de todos los fraccionamientos que no cumplan con las condiciones anteriores.[2]

2. Colonización interior por parte de los mexicanos conforme a los principios de la ley vigente. Así mismo, tanto el gobierno federal, como de los estados y propio Partido             Nacional Revolucionario velarán por el efectivo cumplimiento de las disposiciones antes descritas, y se dará protección a cualquier campesino que sea por la razón que sea, no fue beneficiario de los repartos de latifundios, colonización interior y redistribución de la población. Entre los derechos que estos obtienen se encuentra: 
- Establecimiento de salario mínimo obligatorio por parte de quien lo empleé.
- Habitación gratuita que reúna condiciones básicas de salubridad, siendo un espacio lo suficientemente digno para el resguardo de su integridad.
- Derecho a la extracción gratuita de madera en las fincas donde trabajen, si es que la hay, para la reparación o agrandamiento de sus habitaciones.
- Derecho a la asistencia médica.
- Espacios para el cultivo de sus propios alimentos y pastos para sus animales.
- Espacios para la impartición educativa general y en materia agrícola.[4]

### Nueva organización y promoción agrícolas
Ya que la sola repartición agraria y acceso al agua no es en sí misma suficiente para dotar al sujeto social de una liberación económica real de acuerdo al PNR, establecieron indispensable la capacitación y acceso a capital productivo para lograr la eficiencia agraria.
Con un avanzado reparto de tierras comenzaría una fase respectiva para eficientar los procesos mediante la organización de todos los aspectos relativos, como la plantación de cultivos adecuados para el tipo de tierra y clima, rotación de semillas, industrialización de las herramientas necesarias para el trabajo agrario, compra y empleo de máquinas que eficienticen, uso de mejores fertilizantes, y en general, el desarrollo de la técnica agrícola con un aprovechamiento integral y comercial de los productos o subproductos provenientes del trabajo agropecuario.
Para que los agricultores tuvieran acceso a este tipo de capital se puso a disposición un sistema de crédito agrícola, en el cual el gobierno invertiría de manera forzosa la cantidad de 50 millones de pesos, de los cuales 20 millones deben ser empleados justamente el año en que se de la sucesión presidencial.
Este punto también plantea el necesario estudio técnico y científico que debe hacerse de las tierras para conocer con exactitud el tipo de plantaciones que darían mejores rendimientos de acuerdo a las condiciones dadas, los recursos hidráulicos necesarios, perspectivas de explotación, almacenamiento y distribución de producto, y en general, aquello que conlleva la logística técnica. Para lograr este objetivo se dice que se crearán institutos, laboratorios y granjas experimentales para probar las capacidades de la tierra.

### Irrigación
El PNR consideraba forzosa la implementación de sistemas de irrigación efectivos para la actividad agraria, por lo que se estableció que el gobierno federal debe tomar responsabilidad en la construcción de sistemas de riego que por su magnitud rebasen las capacidades de los gobiernos locales, con el objetivo de luchar contra los efectos de la sequía que son evidentes en muchas partes de la nación en ciertas temporadas del año.
Para esta labor se destinarán de igual manera 50 millones de pesos los cuales serán utilizados a lo largo de los seis años del mandato del presidente en vigencia, cumpliendo que el producto vendido de las tierras beneficiadas por la irrigación se destinará al fondo de bancos agrícolas, los cuales estarán a disposición de los productores para la obtención de créditos que les permitan acrecentar y eficientar sus cultivos.

### Riqueza pecuaria
Cubiertos los puntos referentes a la agricultura, el Plan Sexenal establece en el postulado cuatro que es necesario también de una conveniente explotación ganadera, ya que es un complemento ideal para el desarrollo rural, por lo que deben establecerse criaderos enfocados a aumentar la reproducción de especies útiles, ya sea para el consumo humano o para la agricultura. De este modo se asegura cierta demanda efectiva asegurada de los beneficios de la tierra, ya que la alimentación ganadera solicitará cantidades importantes constantemente, es decir, el acompañamiento de la productividad se hace de forma escalada.
Sin embargo, es de remarcar que este rubro no posee de un apoyo directo de parte de créditos, simplemente se hace propaganda de la importancia de la explotación ganadera. Se menciona también que aquellas personas o empresas privadas que se dediquen a la mejora de la explotación ganadera, se les otorgará facilidades de seguridad social para estimular las actividades.

### Riqueza forestal
Ya que el Estado sería de carácter interventor, también tendría implicaciones nuevas en lo que refiere la riqueza forestal. Por ejemplo, se define que el Estado deberá velar por el cuidado de los bosques, asegurándose que no sean explotados de manera perjudicial o directamente dañados innecesariamente, implementando una guardia forestal derivada del ejército nacional, además de un departamento autónomo federal para la regulación de estas actividades.
Por tanto, se destaca la importancia de un sustentable aprovechamiento de la riqueza forestal, dando gran importancia a un proceso intensivo de reforestación destinado a mantener la reserva de recursos. Igualmente, se señala que aquellas tierras que no sean útiles para el cultivo deberán aprovecharse en una forestación sistemática.
El cuidado de este tipo de riqueza implica también campañas para la sustitución de combustibles que utilicen recursos forestales.
Por último, se fijan zonas de reserva nacional en función del tipo de condiciones que se encuentren en estas áreas, las cuales serán elevadas a parques nacionales y será prohibida toda clase de explotación en las mismas, de acuerdo a un sistema de categorización implementada por el departamento autónomo antes descrito.

### Trabajo
Ya que el PNR asume que la masa proletariada y campesina son las más importantes para la elevación cultural y económica por su gran tamaño, se oficializan condiciones de trabajo básicas que todo obrero debe poseer independiente de su cargo.
Entre los puntos a destacar, se tiene:
- Toda persona tiene derecho al trabajo que le permita satisfacer sus necesidades básicas, así como sus “placeres honestos” derivados de la obligación que tiene en la sociedad de desarrollarse en el plano productivo. Es decir, en pocas palabras, se manifiesta el acceso a un trabajo dignamente remunerado. Esto se deriva de la implementación de la Ley Federal del Trabajo.
- El gobierno será testigo de que toda persona pueda ejercer su derecho al libre empleo.
- Se estipula que las disposiciones anteriores serán sostenidas por el Estado para lograr la construcción de una realidad social que satisfaga los principios del espíritu nacionalista y tendencias humanistas que planea lo referido al empleo.
- Se alienta a la contratación colectiva de trabajadores bajo una legitimidad expresada en contratos previamente acordados y estipulados.
- El Estado protegerá la contratación de trabajo humano a fin de garantizar que los derechos de los mismos sean respetados por los empleadores, imponiendo el castigo de la ley al ser el caso contrario.
- Se fomentará con el apoyo del Estado la creación y reorganización de los sindicatos que sirvan de apoyo para los trabajadores en caso de disputas con los empleadores, y sirvan como intermediario más próximo para asegurar los derechos obreros.
- El gobierno federal y de los estados quedan sujetos a las mismas disposiciones cuando se dé la situación de emplear mano de obra.[5]

### Economía Nacional
La economía política que será establecida en México a partir de estos decretos será de corte nacionalista, lo cual no necesariamente deba considerarse proteccionista, sino, más bien, que signifique un replanteamiento de las condiciones comerciales que se tiene tanto interiormente como con relaciones internacionales.
Es por esto, que uno de los principales rubros de interés, es la regulación del Estado para determinar la explotación y comercio de recursos naturales, por lo que se plantean los siguientes puntos:
- Nacionalización del subsuelo y sus recursos.
- Se mantendrán zonas de explotación renovable de reserva minera que garantice el abastecimiento de la nación a lo largo de los años.
- Se establece un sistema de exploración que dote de información al Estado para conocer nuevas vías de explotación de recursos, establecimiento de reservas y delimitación de zonas en donde no sea posible la acción de particulares por determinadas razones de interés del gobierno.
- Se ampliarán las zonas nacionales de extracción de petróleo a fin de asegurar, cuando menos, el consumo nacional a lo largo del tiempo.[4]

Así mismo, se buscó la eliminación de presencia extranjera en la explotación de este tipo de recursos, así como tendencia a limitar las exportaciones de minerales concentrados a fin de poseer reservas nacionales propias, facilitando a su vez, la acción de agentes nacionales, además de consideraciones para la eficiencia de extracción de recursos, sobre todo lo referente al petróleo.
Ya que también se buscó facilitar la industrialización en la nación, se tiene como otro objetivo una implementación efectiva de servicios hidráulicos y eléctricos, a precios razonables para que la productividad no se dé para el pago de estos servicios sino gracias a la existencia de los mismos.
Entrando en materia del mercado, el Estado regulacioncita debe proponer un orden y coordinación entre agentes consumidores, comerciantes y fabricantes a fin de lograr los menores disturbios en el mercado como sea posible.
Para lograr esto, se fijan condiciones de normas legales para todas las empresas industriales. A continuación, se muestran algunos de los puntos de mayor relevancia:
1. El primero de los puntos es limitar la libre competencia en el sentido de que puedan establecerse entre los concurrentes precios de mercado que no afecten el salario real de los trabajadores.
2. Estimular la creación de industrias que vayan en pro de minimizar las importaciones.
3. Dar apoyo a los productores con servicios nuevos de experimentación.
4. Impedir la concentración de capitales que incidan en la aniquilación de productores más pequeños.
5. Impulso y apoyo a las industrias por parte del gobierno siempre y cuando estas no evadan las políticas y normas establecidas.
6. Sancionar aquellas industrias que no ofrezcan salarios dignos a sus trabajadores.
7. Establecer consejos de regulación industrial, como en el caso de la conservación del medio ambiente.[4]

Respecto a las regulaciones del comercio interno, se tiene que:
1. Se atenuará la competencia de comerciantes de manera que esto no afecte los precios o estabilidad de los trabajos.
2. Se prohíben las actividades especulativas que puedan crear burbujas inflacionarias que dañen la actividad económica.
3. Se reforma el Código de Comercio a fin de que este vaya en concordancia con los objetivos intervencionistas aquí señalados.

Se impulsa la exportación de recursos que puedan ser explotados de manera indefinida dentro de la nación, por ello, se estipula que:
1. Conseguir el perfeccionamiento de las técnicas en los procesos productivos y de extracción a fin de abaratar costos y mantenerse en línea de las necesidades de suministros del comercio exterior.
2. Establecer siempre relaciones directas en el mercado internacional a fin de evitar innecesarios cargos al consumo por efecto de intermediarios.
3. Organizar a los productores nacionales a fin de evitar disputas por la demanda que puedan llegar a afectar la relación con extranjeros.[4]

### Comunicaciones y obras públicas
Para el abaratamiento de costos de las industrias ocasionados por el transporte de materias primas y mercancías finales, se plantea que es indispensable la creación de obras públicas que faciliten las comunicaciones.
Entre los rubros a tratar, se tienen los caminos básicos en las comunidades del país, así como carreteras para comunicar a los estados del país. Ya que este tipo de obras son muy caras y se cuentan con recursos limitados, se establece que los recursos provenientes serán invertidos en mismas proporciones por los gobiernos estatales y por el gobierno federal. Es decir, aquello que un estado invierta para la construcción de caminos, el gobierno federal le apoyará con la misma cantidad. Este dinero provendrá fundamentalmente del impuesto sobre el uso de la gasolina.
De la misma forma, se dio mantenimiento y se abrieron nuevas líneas férreas, que contaron con una inversión inicial de 60 millones de pesos a lo largo del sexenio del presidente. Para el fomento a la aviación, se otorgaron subsidios a los servicios de transporte aéreos de manera escalonada en función de los impuestos generados por los mismos en el uso de la gasolina. Además, también se construyeron nuevos puertos marítimos con el fin de facilitar las relaciones exteriores y actividad pesquera.

### Salubridad pública.
El PNR, tomando en consideración que la baja densidad poblacional es uno de los obstáculos del crecimiento de la productividad, pone como objetivo el mejoramiento de las instituciones públicas de salud que resguarden la integridad, sobre todo, de los sectores más desfavorecidos.
Es por ello, que en el sexenio se busca aumentar el gasto proveniente del presupuesto de los egresos de la Federación destinado al sector de la salud. Más específicamente, de pasar de un 1.93% en 1926, se aumentaría de la siguiente forma durante los próximos seis años:
- 3.40% en 1934
- 3.86% en 1935
- 4.20% en 1936
- 4.60% en 1937
- 5.00% en 1938
- 5.20% en 1939

Un punto importante a remarcar es que este dinero destinado debe beneficiar íntegramente al interior de la nación, ya que la capital es la que menos adolece de estas problemáticas, según el PNR.

### Educación
El fomento a la educación pública fue una de las principales vías mediante las cuales se buscó el progreso social. Para ello, el compromiso con la creación de escuelas, en este caso, de primarias, es uno de los rubros de principal atención. Para lograr este objetivo, se establece que el gasto proveniente del presupuesto público no debe ser menor al 15%, además, tanto los gobiernos de las entidades federativas y locales tienen la responsabilidad de mantener esta proporción para la inversión en educación, aunque, de nuevo, se pondrá especial énfasis para el desarrollo escolar de la periferia.
El gasto se planea de igual forma de manera escalonada, teniendo los siguientes porcentajes para los siguientes años:
- 15% en 1934
- 16% en 1935
- 17% en 1936
- 18% en 1937
- 19% en 1938
- 20% en 1939[6]

Ya que la escuela primaria se considera una institución social, esta estará regulada por el Estado, por lo que toda enseñanza impartida debe partir de los siguientes puntos para su validez:
1. Los conocimientos impartidos deben estar sustentados en una orientación científica.
2. Con orientación social para el desarrollo de los agentes.
3. Carácter de escuela no religiosa pero sí socialista.
4. Preparación profesional adecuada de los docentes.
5. Con condiciones higiénicas favorables.[4]

### Gobernación
El PNR pretendía la unificación dictatorial técnica de las legislaciones penales de la República para la disminución de delincuencia que estaba creciendo en ese entonces, pero no era suficiente con tener una administración de Justicia, se necesitaban establecer normas de orientación moral y de defensa colectiva para prevención general y la prevención social como:
1. Establecimientos en las capitales de los estados de tribunales para menores con competencia para conocer de los delitos cometidos por cometidos por menores de 18 años y de los casos de menores abandonados, pervertidos o en peligro de serlo.
2. Creación de una policía preventiva cuya función será fundamental para evitar el crecimiento de delitos
3. Creación de instalaciones de beneficencia tales como asilos para ancianos e inválidos.
4. Campañas para combatir las causas determinadas de la postulación a Fin de evitar que ésta constituya un medio de vida para la mujer y evitar la mendicidad profesional
5. Expedición de la ley reglamentaria del artículo 10 constitucional reforma de la legislación penal para prevenir y castigar la publicidad escandalosa de crímenes y delitos
6. Legislación energética y campañas directivas tendientes a disminuir el Uso de las bebidas embriagantes y a prohibir el en lo absoluto del comercio y el Uso particular de sustancias estupefacientes e impulsó al establecimiento de sanitarios para la curación de alcohólicos Y puedo ver toxicómanos
7. Exacta observación de la fracción XIII del artículo 123 constitucional que prohíbe el establecimiento de expendios de bebidas embriagantes y caza de juegos de azar en los centros obreros[4]

Se postularon también, medidas para impedir la permanencia ilegal de extranjeros en el país como las siguientes:
1. Dictar disposiciones legales que establezcan la incapacidad civil de los extranjeros cuya permanencia en la república sea irregular.
2. Reformar en el actual sistema de autorizaciones de distancia definitiva en el sentido de que dentro de un término que se fije como mínimo de permanencia en el país todas las autoridades tendrán carácter condicional sujetas a garantías de repatriación y además requisitos que fijen las leyes.[4]

Controlar la migración
1. Estudio y elaboración de una ley que capacite a la autoridad para intervenir en el traslado de contingentes humanos pare evitar la sobrepoblación
2. Disposiciones prohibitivas de la emigración de trabajadores aislados sujetando la inmigración colectiva y la celebración previa de contrato con empresas o asociaciones patronales que presten suficientes garantías para nuestros braceros
3. Recomendaciones e instrucciones a los gobiernos locales para que presten seguridad garantías y posibilidades de trabajo a los mexicanos a efectos de evitar que provoquen su emigración
4. El ejército nacional es el sostén más fuerte que tiene la Revolución Mexicana y el PNR le dedicara toda su atención para mejorar los siguientes aspectos
5. Llevar a cabo las obras con conducentes a Fin de que se obtenga en un sistema más moderno de cuarteles y hospitales militares, centros, campos deportivos militares, campus para maniobras y escuela de tropa
6. Disponer de los elementos suficientes para que en su organización en su preparación y en sus armamentos llenen con toda su amplitud los altos fines que la patria deposita en nuestro instituto armado
7. Invertir en los recursos que el servicio de mejor distribución de elementos requiera para llenar los objetivos señalados
8. Realizar la organización y más efectivos aprovechamiento de los contingentes del ejército nacional que ya se están destinado a cooperar en las obras públicas cuya ejecución cubra servicios sociales.[4]

### Hacienda y crédito público
El Partido Revolucionario Nacional planteó que los deseos revolucionarios ya expuestos y la realización de los planes gubernamentales dependen de la propiedad estatal con buena orientación técnica y social. Por lo tanto, son resultados directos y ciertos en la reforma social, pero se dieron cuenta de que una buena política fiscal permitiría resultados importantes en todos los aspectos de la administración pública e influiría en la mejor distribución de la riqueza, los aumentos salariales y la producción y el consumo de varios artículos.
Ingresos: Para lograr la correcta organización del sistema financiero nacional de la unidad económica del país en el marco de las normas de la revolución, decían que era necesario imprimir las finanzas nacionales, además de incluir urgentemente la base de limitar el alcance de impuestos federales en el sistema federal. La constitución para garantizar que varias instituciones en un sistema se lleven a cabo con la necesidad de obtener el consentimiento fiscal. Los gobiernos estatales y locales debieron cooperar y eliminar las barreras fiscales internas que dificultaban o impidían el comercio interno, generando desigualdades que no son causadas por especificidades económicas y financieras.
Para cubrir las impredecibles consecuencias de las enfermedades secundarias y de alta morbilidad y generalizar la justicia en la distribución de la carga tributaria con el objetivo principal de distribuir de acuerdo con la verdadera educación económica de los contribuyentes, el sistema reestructura el impuesto y realizó la directa relación fiscal:
Egresos: Los presupuestos de gastos no serán un simple cálculo contable, sino una expresión fiel del desarrollo de los programas que el gobierno revolucionario pretende implementar en materia social y económica, se prestará especial atención financiera a los gastos destinados a la solución de problemas preferenciales en el ámbito económico y social. esfera. en el área. Los sectores de salud pública, agricultura, educación y comunicación, que merecerán el máximo incentivo, recibirán el mayor monto disponible, el resto de los servicios serán cubiertos dentro de los límites de las capacidades financieras del Estado.
Moneda y crédito: A pesar de las difíciles situaciones creadas por él desquiciamiento universal de los patrones monetarios y por las medidas políticas voluntaria agresiva que conducen a la guerra monetaria actual pueden aventurarse algunos postulados que se señalen futuras obligaciones generales a la política monetaria y de crédito del país sin perjuicio de efectuar las modificaciones de la in interacción de factores extranjeros podrán momentáneamente imponer el banco de México seguirá sustraído a toda influencia políticas con el Fin de robustecer aún más su posición y capacapacitarlos para actuar adecuadamente sobre el volumen de stock monetario mediante el retiro o la aportación de medios de pago circulantes se darán facultades al banco que le permitan operar en la compra y venta de títulos y valores primero a través de las instituciones de crédito asociadas y después directamente una vez constituido el mercado de valores el banco de México incrementará sus reservas de oro aumentando su encaje metálico en los productos de las acuñaciones en el consejo del mismo determinante y procurará también acrecentar el aflujo de oro que le permitirá en el momento que se estime conveniente estabilidad de hechos que en frente al dólar mantiene nuestra moneda a una estabilidad legal frente al cambio internacional la política de tasas del mismo banco se utilizará complementariamente a su papel regulador dentro de las políticas de cambio con el propósito de que el stock circulante se adapte a las necesidades económicas del país y su desarrollo responda al Fin de fomentar una discreta alza en los precios que constituye un estimulado para la producción y garantice un desempeño suplementario a nuestros productos
Dentro de este plan sexenal, las comunidades de la República desarrollaron planes para una o más de las siguientes obras de construcción, dependiendo de sus necesidades: escuelas, canchas deportivas, granjas escuela, pequeñas empresas de riego, caminos comunitarios, reforestación, implantación de vías públicas suministro de agua, drenaje, mercados, servicios para mataderos, hospitales, maternidades y otras obras públicas
Estos edificios se financiaron sólo si superaban la capacidad de la comunidad y se justificó ampliando los servicios que pretenden obtener a través de los subsidios municipales. El Partido Nacional Revolucionario se comunicó con los partidos regionales y las instituciones gubernamentales estatales y locales a través de una organización especial del consejo para agrupar las conexiones interesadas y explorar las obras comunales más urgentes que se distribuirían durante el programa de 6 años.

## Legado
El presidente Manuel Ávila Camacho (1940-1946) emprendió el llamado Segundo Plan Sexenal al inicio de su gobierno, conservando y respetando la política social iniciada por Cárdenas con el primero.
La plataforma del Plan Sexenal sentó las bases para la expropiación petrolera de 1938, para el apoyo al exilio español en México en 1936 y para la puesta en marcha del primer plan de distribución de libros de texto gratuitos a escuelas, antecedente directo de la actual Comisión Nacional de Libros de Texto Gratuitos.
El Deportivo Plan Sexenal que lleva el nombre del plan, es un área de recreación deportiva que se encuentra muy cerca de la estación del metro Popotla de la Ciudad de México.